# Asia Pacific Exchange
Die Asia Pacific Exchange (APEX), Singapurs dritte Derivatebörse, nahm am 25. Mai 2018 mit der Einführung von Palmolein-Futures den Handel auf. Die hauptsächlich von China unterstützte Börse bietet auch Kontrakte in Rohöl, Palmöl, USD/RMB und Heizöl an. Laut der jährlichen Volumenumfrage der Futures Industry Association belegte die Börse mit 4,08 Millionen gehandelten Kontrakten im Jahr 2021 weltweit den 43. Platz nach Volumen. Sie ist angegliedertes Mitglied in der World Federation of Exchanges.

## Eigentumsverhältnisse
Zu den Hauptaktionären von APEX gehören der chinesische Mischkonzern CEFC China Energy, der einen Anteil von 20 Prozent hält, der chinesische Futures-Kommissionshändler Hong Kong Xinhu Investment Co. und Shanghai Chaos Investment. Eugen Zhu, CEO von APEX, ist ebenfalls ein Investor.

## Gelistete Kategorien
Zum Produktangebot von APEX gehören Termin- und Optionskontrakte sowohl für Rohstoffe als auch für Finanzderivate in den Bereichen Landwirtschaft, Energie, Petrochemie, Metalle, Devisen, Zinssätze, Anleihen und Aktienindizes. Sie engagiert sich für die Unterstützung der Initiative „One Belt One Road“, die sich auf Konnektivität und Zusammenarbeit zwischen eurasischen Ländern konzentriert.